# Alterazione (linguistica)
Per alterazione si intende, in grammatica, la formazione delle parole a partire da altre che non vengono cambiate nei loro tratti fondamentali; cambia invece il modo in cui il concetto viene considerato: tavolino, ragazzaccio, donnone. Si tratta di un caso particolare di suffissazione.
Lingue come il francese e l'inglese non sono particolarmente ricche di fenomeni di alterazione. Se ne riscontrano più spesso in tedesco, spagnolo e, con maggior ricchezza di forme, in italiano.
L'alterazione è determinata dall'atteggiamento di chi parla; essa in italiano riguarda le dimensioni di qualcosa (diminutivo, accrescitivo) oppure il giudizio affettivo che se ne dà (vezzeggiativo, dispregiativo). Le due categorie sono strettamente correlate tra di loro.

## Diminutivo ed accrescitivo
Il fenomeno di alterazione più frequente è sicuramente il diminutivo. Questo tipo di alterazione prevede l'uso di suffissi come -ino, -ello, -etto oppure -uccio per indicare qualità di piccolezza, ma anche di affetto e intimità.
Opposto al diminutivo è l'accrescitivo, generalmente ottenuto con -one o -acchione (ragazzone, furbacchione). Tra questi due suffissi, quello usato generalmente è il primo (mentre il secondo denota di solito un atteggiamento ironico da parte del parlante).

## Vezzeggiativo e dispregiativo
Le forme del diminutivo hanno spesso valore di vezzeggiativo, dunque semplicemente affettive e legate ad un giudizio positivo (posticino, postuccio). L'uso affettivo del diminutivo e del vezzeggiativo può essere determinato da fattori speciali come la dimensione interpersonale nell'atto linguistico: ce la facciamo una birrettina?
. 
Questa dimensione interpersonale è particolarmente evidente nell'uso dei diminutivi tipico del linguaggio rivolto ai bambini: Gigi, sono le nove, andiamo a lettuccio? In italiano, l'uso dei vezzeggiativi per i nomi propri dà luogo ad una notevole varietà di forme (vedi ipocoristico).
Opposto al vezzeggiativo è il dispregiativo, ottenuto in genere con i suffissi -accio ed -astro (canzonaccia, postaccio, giovinastro).
Si noti come il diminutivo coincide per forma con il vezzeggiativo, mentre non c'è la stessa corrispondenza tra l'accrescitivo ed il dispregiativo.

## L'alterazione nelle parti del discorso
Al contrario della derivazione, l'alterazione esclude il cambio di categoria grammaticale di una parte del discorso: un sostantivo rimane ad esempio un sostantivo (strada; stradina) e non può diventare un aggettivo (strada; stradale).
Il fenomeno riguarda principalmente i sostantivi. Talvolta si hanno aggettivi alterati (questo ananas è buonino/bruttino). L'alterazione dell'aggettivo può avere suffissi speciali. Alcuni esempi di suffissazione tipicamente aggettivale sono le parole rossiccio, giallognolo, verduzzo, asprigno, belloccio.
L'alterazione può inoltre riguardare l'avverbio (benone, maluccio, malaccio, tarduccio, pianino), oppure il verbo (canticchiare, saltellare, scoppiettare, parlottare, bruciacchiare, leggiucchiare).
comare Coletta!
Saltella e balletta!»
(Aldo Palazzeschi, Comare Coletta, in Poesie).
Si tratta di fenomeni riscontrabili soprattutto nell'italiano colloquiale o in contesti particolari. Spesso gli alterati verbali hanno il valore di aspetto iterativo (ripetizione, mancanza di continuità).

## Casi apparenti  e casi particolari di alterazione
- Alcuni fenomeni di formazione delle parole non sono necessariamente dei casi di alterazione (da mano avremo per esempio manette). Si parla in questo caso di alterazione apparente,  dato che il diminutivo non è strettamente legato né alla componente affettiva, né alle dimensioni dell'oggetto: l'alterazione ha qui principalmente lo scopo di indirizzare la parola verso un significato deviante, che con la parola di origine ha solo un rapporto di relazione.
- Nel caso della parola melone, l'analogia con mela è molto più trasparente, ma la forma derivata indica un concetto del tutto autonomo. Infatti, anche se si può parlare di accrescitivo, il significato dell'alterato si specializza in una determinata accezione. Oppure, nel caso della parola canna, che di per sé ha diverse accezioni, i suoi dimininutivi e alterati in genere hanno dato origine a termini di significato specializzato: cannone, cannella, cannellone, cannolo, cannolicchio, cannuccia.  Lo stesso riguarda sostantivi come cassetto, cassetta e sigaretta. In tutti questi casi si parla di alterati lessicalizzati, cioè di elementi lessicali a sé stanti.[5]

## Falsi derivati
Esiste infine la possibilità di falsi derivati: per esempio, le parole matto, mattino e mattone hanno origine diversa e non hanno a che vedere l'una con l'altra. Per questo, i falsi derivati non costituiscono un fenomeno grammaticale, ma semmai di enigmistica. Questa particolarità non resta tuttavia priva di risvolti linguistici: per evitare confusione, infatti, gli alterati di matto si formeranno, se possibile, evitando il semplice uso di suffissi -ino ed -one e ricorrendo ad altri suffissi. Avremo per es.: Luigi è un mattacchione.